# Malangphutang
Malanphutang är ett berg i Khumbu-regionen av Himalaya i Nepal. Toppen ligger på 6 573 meter över havet och ingår i den del av Himalaya som kallas Mahalangur Himal. 

## Beskrivning
Malangphutang ligger i Solukhumbu-distriktet. Närmast belägna berg är Kangtega, Peak 41, Ama Dablam, Kyashar, Thamserku och Mera Peak, med stigande avstånd.
Malangphutang är förbunden med Kangtega västerut. En bergås leder österut från Malangphutang och delar sig längre bort mot norr, öster och söder. Mot norr för åsen vidare till Mingbo La (5817 m ö.h.) och vidare till Ama Dablam (6856 m ö.h.), med Mingbo-dalen och Khumbu-dalen. Mot söder går åsen mot Peak 41 (6623 m ö.h.). På sydöstra sidan av Malangphutang ligger Hinku-Shar-glaciären och på västsidan Hinku-Nup-glaciären.
Tillsammans med bergstoppen Hinku Ri Central (6464 m) brukar de båda topparna kallas Malanphulanerna eller Malanphulan-gruppen.
Berget är avrinningsområde till Ganges och därigenom till Bengaliska viken.

## Klättringshistorik
Berget har på ett flertal kartor saknat namn varför det är osäkert när berget första gången bestegs. Den saknas till exempel på Schneiders Khumbu Himal map (1988) Det som är säkert dokumenterat är den toppbestigning som utfördes av den amerikanske klättraren och bergsguiden Peter Carse och Everestklättraren Amy Supy Bullard den 28 april 2000. Klättringen gick via västväggen på det berg som på klättrarnas karta hette “Melanphulan”, men som numera har det officiella namnet Malangphutang.
Carse och Bullard klättrade västsidan från ett läger vid Hinku Nap-glaciären på 5640 meters höjd den 27 april 2000. De nådde toppen dagen efter och fick tillbringa den andra natten med bivack uppe på toppen, innan de kunde ta sig ner igen.

## Bergets många namn
Malanphutang eller Malanphulan får också ofta heta Melanphulan, speciellt i anglo-amerikanska källor, efter den första dokumenterade bestigningen år 2000. Mellanformen Malangphulang förekommer också, liksom Hinku Ri Main, som skiljer den från Hinku Ri Central. Ett engelskt namn som beskriver utseendet och därför förekommer på många berg runt om i världen är ”Fluted Peak”.
Berget har också kallats Ombigaichen, men det beror på förväxlingar med en annan bergstopp i området.